# 레아 (신화)
레아(고대 그리스어: Ῥέα Rhea[*])는 그리스 신화에서 대지의 여신이다. 우라노스와 가이아 사이 태어났다. 그리스 신화에 따르면 남편 크로노스가 자신의 자식들을 모두 먹는 것을 안 레아는 꾀를 내어서 돌을 아기라고 거짓말 하여 돌을 먹게 하였다.이 돌이 가장 강력한 신 제우스이다. 레아는 크로노스의 누나이자 아내이며, 순서대로 여섯 자녀, 즉 헤스티아 · 데메테르 · 헤라 · 하데스 · 포세이돈 · 제우스를 낳았다.

## 레아의 자녀
헤시오도스는 《신들의 계보》에서 레아의 자녀에 대해 다음과 같이 말하고 있다. 아래 인용문에서 '대지를 흔드는 자(Earth-Shaker)'는 포세이돈의 여러 다른 이름들 가운데 하나이다.
 But Rhea was subject in love to Cronos and bare splendid children, Hestia, Demeter, and gold-shod Hera and strong Hades, pitiless in heart, who dwells under the earth, and the loud-crashing Earth-Shaker, and wise Zeus, father of gods and men, by whose thunder the wide earth is shaken. These great Cronos swallowed as each came forth from the womb to his mother's knees with this intent, that no other of the proud sons of Heaven should hold the kingly office amongst the deathless gods. For he learned from Earth and starry Heaven that he was destined to be overcome by his own son, strong though he was, through the contriving of great Zeus. Therefore he kept no blind outlook, but watched and swallowed down his children: and unceasing grief seized Rhea. But when she was about to bear Zeus, the father of gods and men, then she besought her own dear parents, Earth and starry Heaven, to devise some plan with her that the birth of her dear child might be concealed, and that retribution might overtake great, crafty Cronos for his own father and also for the children whom he had swallowed down.

 
그러나 레아는 크로노스와 사랑에 빠졌고 정말 멋진 자녀들을 낳았다. 헤스티아, 데메테르, 황금 신발을 신은 헤라를 낳았다. 그리고 강인한 하데스를 낳았는데, 그는 가슴에 인정사정이 없으며 대지 아래에 거주한다. 그리고 엄청난 굉음을 일으키면서 대지를 흔드는 자를 낳았다. 그리고 지혜로운 제우스를 낳았는데, 그는 '온갖 신들과 인간들의 아버지(father of gods and men)'로, 그의 천둥은 광활한 대지를 뒤흔든다.

거대한 크로노스는 이들 자녀들이 각각 모태로부터 그의 어머니(즉, 크로노스의 어머니, 즉 가이아, 즉 대지)의 슬하로 나올 때마다 이들을 삼켰는데, 이것은 하늘(즉 우라노스)의 자랑스러운 자식들 가운데 [자신을 제외한] 그 어느 누구도 불멸의 신들 사이에서 왕의 지위를 가지지 못하게 하기 위한 것이었다. 왜냐하면 그는 대지(즉 가이아)와 별이 총총한 하늘(즉 우라노스)로부터 자신이 자신의 아들에 의해 패배당할 운명이라고 들었기 때문이었다. 비록 그가 강하지만 위대한 제우스가 어떻게든 그를 이기게 될 것이라고 들었기 때문이었다.

그렇기 때문에 그는 결코 관찰을 게을리 하지 않았으며 항상 주시하다가 자신의 자식들을 꿀꺽 삼켰다. 이로 인하여 레아는 끊임없는 커다란 슬픔과 비탄에 잠기게 되었다. 그러나 그녀가 '온갖 신들과 인간들의 아버지'인 제우스를 출산할 때가 되었을 때, 자신의 사랑스런 아이의 출생이 숨겨질 수 있도록 하기 위하여, 그리고 크로노스가 그 자신의 아버지(즉, 우라노스)[에게 반역했던 것에 대한 복수]를 위해서 그리고 또한 그가 삼킨 자녀들[에 대한 복수]를 위해서, 이 거대하고 교활한 크로노스에게 강력한 응징을 가할 수 있도록 하기 위하여 그녀는 그녀의 사랑하는 부모들인 대지(즉 가이아)와 별이 총총한 하늘(즉 우라노스)에게 어떤 계책을 짜내 줄 것을 간청하였다.
 — 《신들의 계보》. ll. 453-491. 영문본 & 한글본 편집자 번역